# Gebänderter Schlangenstern
Der Gebänderte oder Prächtige Schlangenstern  (Ophiolepis superba) lebt auf Sandböden und Korallenschutt in den Korallenriffen des tropischen, westlichen Indischen Ozeans und des Roten Meeres. Im Indischen Ozean kommt er an der Küste Ostafrikas von Mosambik bis Somalia sowie bei den Seychellen, den Maskarenen und bei Madagaskar vor.

## Merkmale
Der Gebänderte Schlangenstern hat eine fünfeckige Körperscheibe, die einen Durchmesser von drei Zentimeter erreichen kann, die fünf Arme werden maximal neun Zentimeter lang. Sie sind von beiger, gelblicher oder hellbrauner Grundfarbe. Die Körperscheibe ist mit einem dunkelbraunen oder schwarzen fünfzackigen Stern gemustert, der ein rundes, helles Zentrum hat. Die Arme sind dunkelbraun und hell geringelt. Sie sind im Querschnitt rund, mit kurzen Stacheln besetzt und laufen konisch aus. Die Tiere sind relativ steif und können ihre Arme nur wenig über die horizontale Körperachse heben.

## Lebensweise
Gebänderte Schlangensterne sind Einzelgänger, lichtscheu und nachtaktiv. Tagsüber halten sie sich versteckt unter Steinen und Korallen und kriechen nachts zur Nahrungssuche über Korallenschutt und Sandflächen. Sie ernähren sich von kleinen, wirbellosen Tieren und Detritus.